# Шокша (народ)

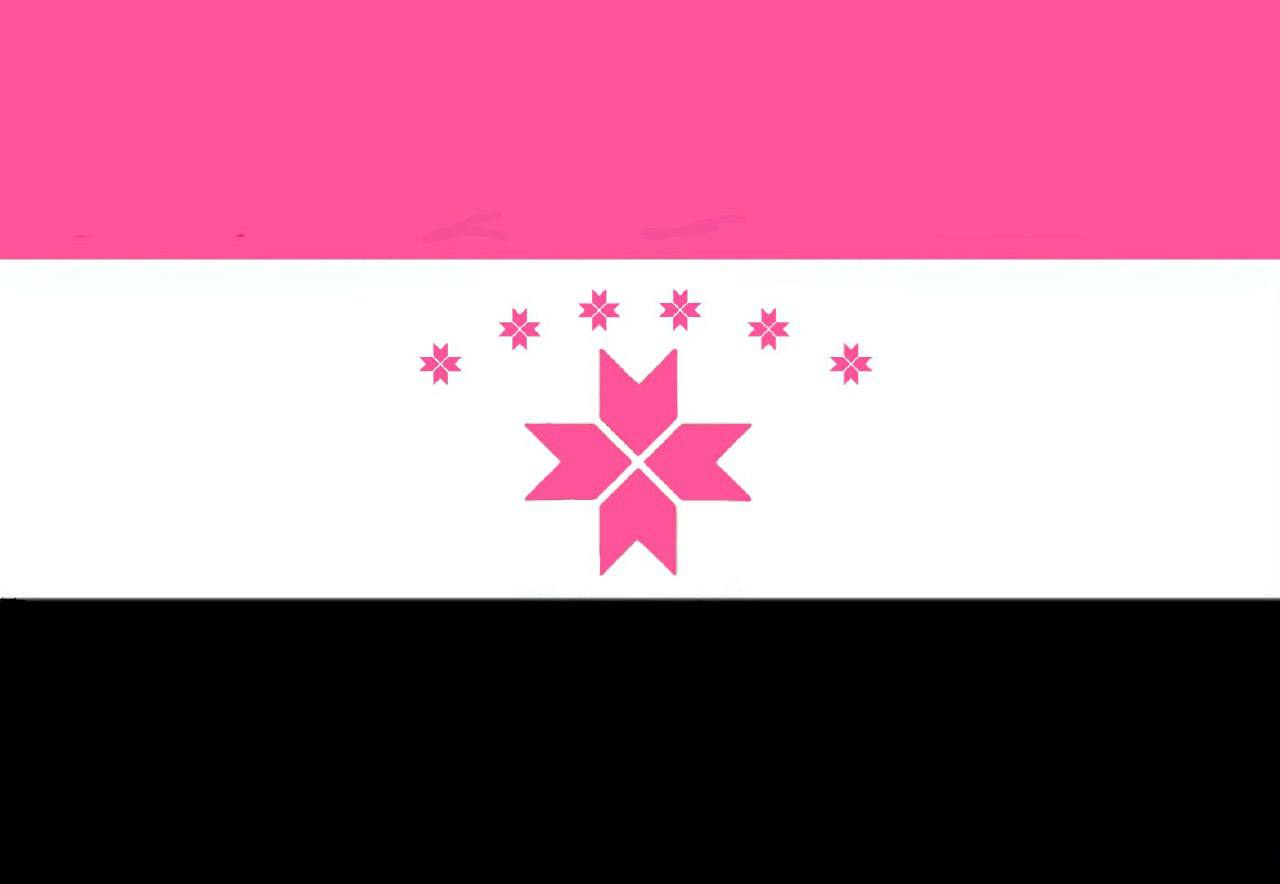
Флаг Шокшан

Шо́кша — этнографическая группа эрзян, выделенная антропологом Б. А. Васильевым не позднее 1956 года. Язык — шокшинский диалект эрзя́нского языка.

## Область расселения
Шокша проживает в 15 населённых пунктах Теньгушевского района Мордовии (Баево, Березняк, Вяжга, Дудниково, Коляево, Кураево, Малая Шокша, Мельсетьево, Мокшанка, Нараватово, Сакаево, Стандрово, Шелубей, Широмасово, Шокша) и в 5 Торбеевского района (Дракино, Кажлодка, Майский, Фёдоровка, Якстере Теште).

## Особенности
Находясь длительное время в близком соседстве с мокшанами, указанная группа эрзян подверглась значительному её влиянию в языке, некоторых элементах быта и культуры. Тем не менее влияние это оказалось не настолько сильным, чтобы привести к утрате эрзянского самосознания.

## Критика
Судя по материалам посемейного обследования жителей Шокши, проведённого в 1979 учёными во главе с Н. Ф. Мокшиным, сами они относят себя к эрзянам. Вот что он пишет на этот счет:
Слово шокша не есть этноним, ибо оно не бытует в качестве самоназвания этой группы мордвы, не бытует и в качестве ее этнического названия со стороны. Ни мордва-мокша, ни русские, являющиеся их соседями, не употребляют этот термин для обозначения указанной группы мордвы Теньгушевского района, называя ее эрзей или мордвой.
Этнограф С. А. Токарев тоже считает, что недопустимо считать жителей Теньгушевского района «шокшей», если они себя так не называют и имеют эрзянское самосознание:
Среди мордвы-эрзи иногда выделяют небольшую группу «шокша», живущую в Теньгушевском районе и отличающуюся некоторыми особенностями в костюме и пр., что вызвано влиянием мокши. Однако считать шокшу самостоятельным этническим подразделением мордвы нельзя.